# Concentração de motos

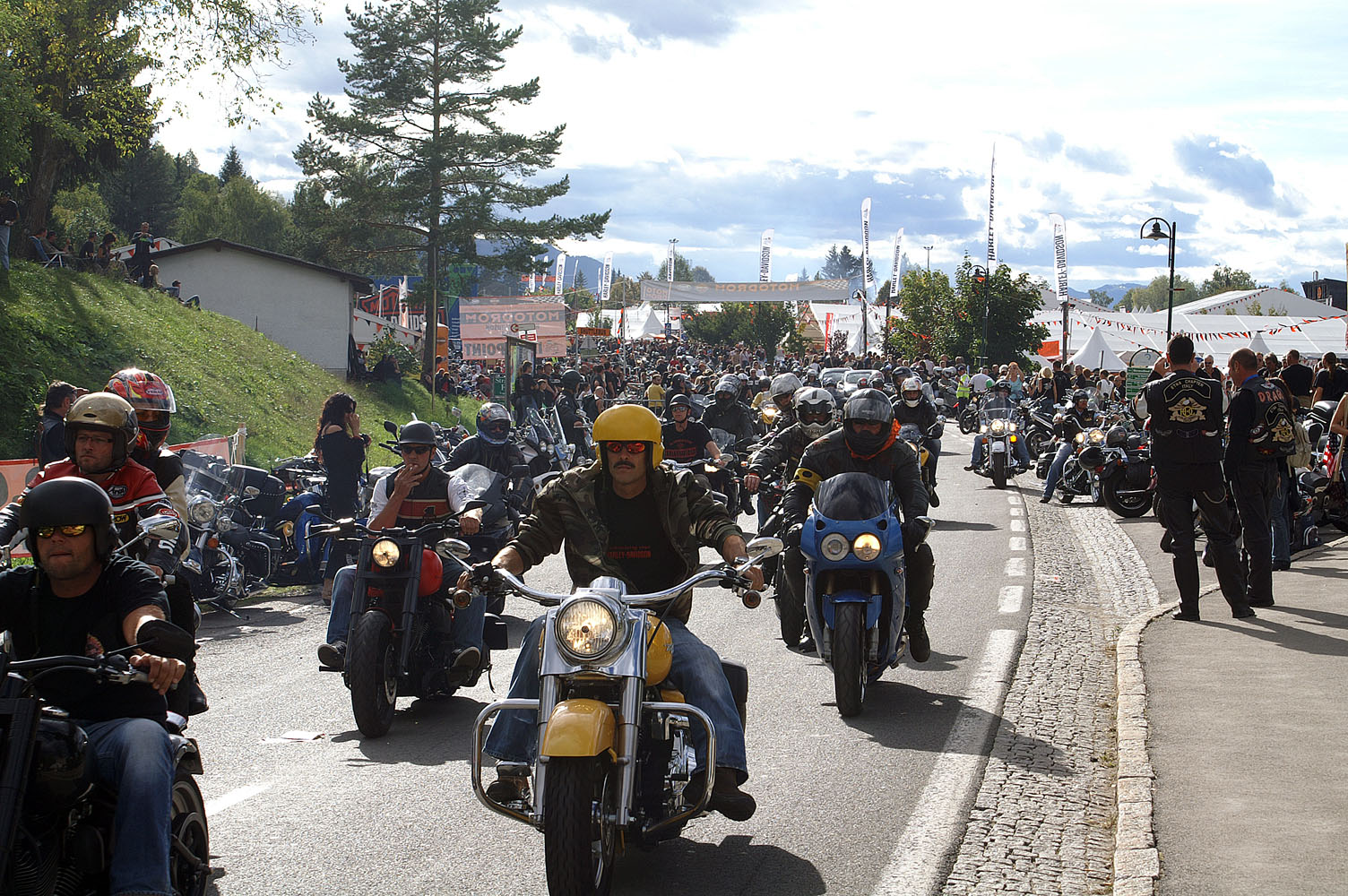
Semana Europeia da Moto em 2007

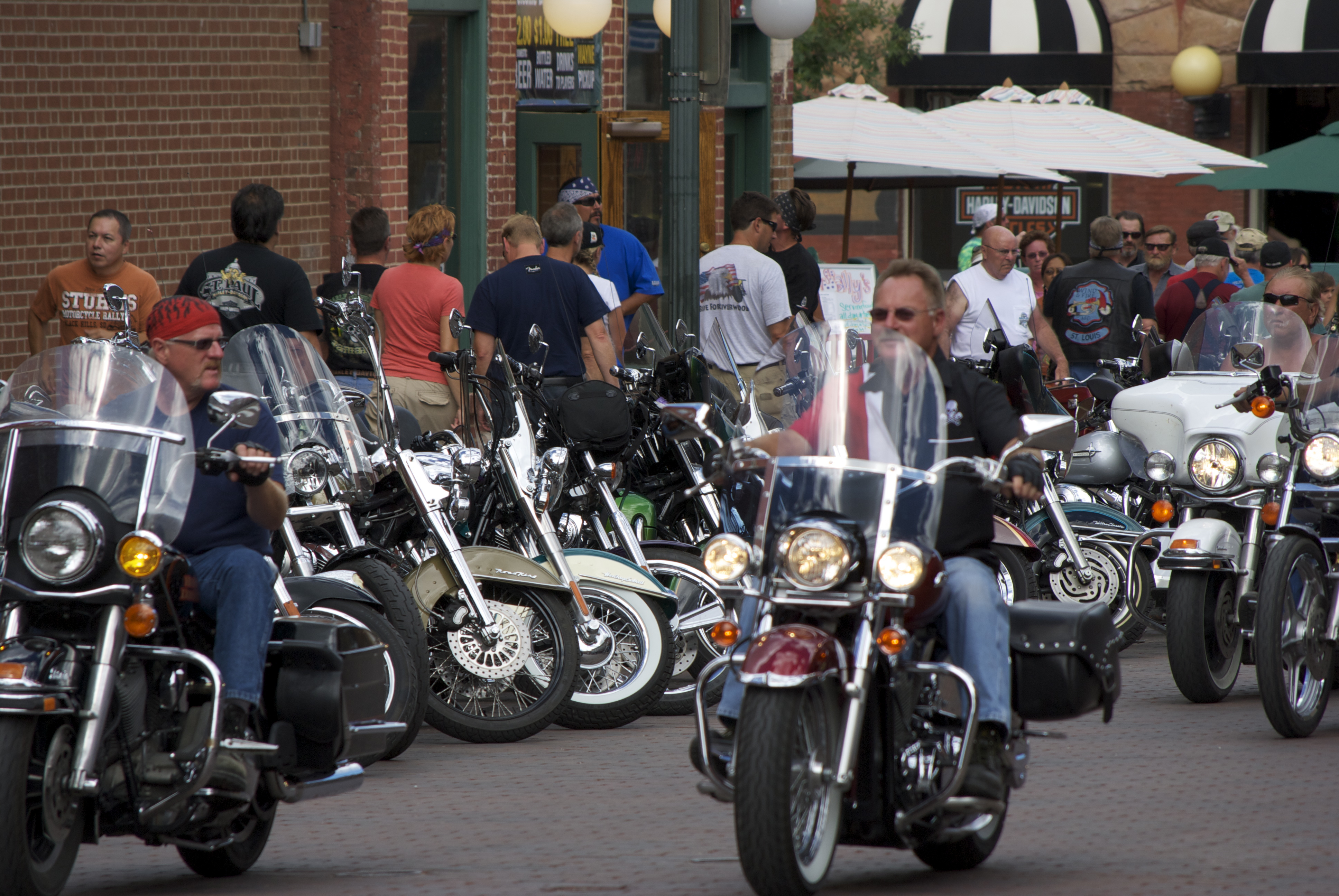
Sturgis em 2010

Uma concentração de motos é uma reunião de entusiastas ligados ao motociclismo. As concentrações podem ser grandes ou pequenas, de uma só vez ou recorrentes. Algumas reuniões são eventos de um só passeio, enquanto outras como a de Faro ou Góis, em Portugal, envolvem vários dias de concentração, com mercado, concertos e diversas atividades durante os dias e um desfile final de passeio.

## Em Portugal

### Concentração de Faro
A mais antiga e multitudinária concentração de motos portuguesa é realizada no final de julho na cidade de Faro, no sul de Portugal, desde 1982. A responsabilidade da organização é do moto-clube local, e chega a congregar quase trinta mil assistentes de toda a Europa durante vários dias.

### Concentração de Góis
Com o lema "tá-se bem", esta concentração realiza-se desde 1993 a meio de agosto na cidade de Góis, no centro interior de Portugal. O moto-clube da cidade ocupa-se da organização e a estimular um ambiente onde a tolerância, liberdade, respeito e civismo sejam valores indissociáveis.

## Estados Unidos
As mais conhecidas concentrações deste país são a de Sturgis (Sturgis Motorcycle Rally) e a de Daytona (Daytona Beach Bike Week). A primeira, desde 1937, teve um recorde de assistência em 2015 de 739 mil motociclistas e a segunda, desde 1938, de cerca de quinhentos mil assistentes.

## Europa
Atualmente a maior concentração europeia é Semana Europeia da Moto (European Bike Week), em setembro no austríaco Lago Faaker. Realizado desde 1998, o recorde de assistências é de 2012, com 120 mil motociclistas, o que lhe valeu o terceiro lugar do pódio mundial. A marca Harley-Davidson coordena e patrocina o evento.
Existem outras duas concentrações que congregam as atenções de muitos motards: no primeiro fim de semana de fevereiro na floresta bávara da Alemanha, a Elefantentreffen (em português, concentração dos elefantes), em homenagem ao modelo verde da Zündapp KS 601, que tinha a alcunha de "elefante verde".
No início de junho perto da cidade francesa de Biarritz, o Wheels and Waves (em português:  rodas e ondas), congrega na cidade costeira vários milhares de aficionados das duas rodas.
Em Itália, a Stella Alpina é realizada desde os finais dos anos 1960, na altura dos alpes, dando-lhe um carácter muito especial.
No inverno uma das mais conhecidas na Península Ibérica realiza-se em Valladolid, Espanha, desde 1982, e tem o nome de Pingüinos (em português, pinguins). Sempre no segundo fim de semana de janeiro, conta com mais de vinte mil participantes.

## Brasil
O maior encontro brasileiro de motos é chamado de Brasília Capital Moto Week. Este evento surgiu em 2004 com o nome de Moto Capital e três dias de duração. Em 2015 assumiu o formato atual de "week" (semana, em inglês) iniciando em um fim de semana e terminando no próximo.
É considerado o maior encontro de motos da América Latina e o terceiro do mundo. No ano de 2017 recebeu 680 mil visitantes, sendo 300 mil motociclistas. O passeio de moto contou com 40 mil motocicletas.

## Edições
| Ano                | Datas                                                          | Nome                                           | Organização                 | Localidade          | País     | Assistência     | Fontes |
| ------------------ | -------------------------------------------------------------- | ---------------------------------------------- | --------------------------- | ------------------- | -------- | --------------- | ------ |
| 2016               | 14 a 17 de julho                                               | 35ª Concentração de Motos de Faro              | Moto-clube de Faro          | Faro, Algarve       | Portugal | cerca de 20 mil | [ 15 ] |
| 2016               | 18 a 21 de Agosto                                              | 23ª Góis - Concentração Internacional de Motos | Góis Moto-clube             | Góis, Região Centro | Portugal | cerca de 14 mil | [ 16 ] |
| 2016               | 6 a 11 de setembro                                             | 19ª European Bike Week                         | Harley Davidson EMEA events | Lago Faak, Caríntia | Áustria  | -               |        |
| 2017               |                                                                |                                                |                             |                     |          |                 |        |
| 12 a 15 de janeiro | 34ª Pingüinos - Concentración motorista invernal internacional | Turismoto                                      | Valladolid, Castela e Leão  | Espanha             | 22.536   | [ 17 ]          |        |
| 20 a 23 de julho   | 36ª Concentração de Motos de Faro                              | Moto-clube de Faro                             | Faro, Algarve               | Portugal            | -        |                 |        |
| 17 a 20 de Agosto  | 24ª Góis - Concentração Internacional de Motos                 | Góis Moto-clube                                | Góis, Região Centro         | Portugal            | -        |                 |        |
| 5 a 10 de setembro | 20ª European Bike Week                                         | Harley Davidson EMEA events                    | Lago Faak, Caríntia         | Áustria             | -        |                 |        |